# Patriotische Partei (Japan)
Die Patriotische Partei (愛国公党, Aikoku Kōtō, englisch Public Party of Patriots) war die erste politische Partei im Japanischen Kaiserreich in der Meiji-Zeit.

## Geschichte
Die Patriotische Partei wurde im Januar 1874 von Itagaki Taisuke, Etō Shimpei, Gotō Shōjirō und anderen im Rahmen der Bewegung für Freiheit und Bürgerrechte (自由民権運動, Jiyū Minken Undō, englisch Freedom and People's Rights Movement) gegründet. Der Zweck war es, die Meiji-Regierung um die Einrichtung einer Nationalversammlung zu ersuchen. Aus Angst vor einer Verhaftung nach der gescheiterten Saga-Rebellion löste Itagaki die Patriotische Partei kurz nach ihrer Gründung auf.
Itagaki belebte die Partei jedoch in den 1890er Jahren wieder und sie fusionierte später mit der Liberalen Partei (自由党, Jiyūtō, englisch Liberal Party).
Die Patriotische Partei kann als die erste politische Partei in Japan angesehen werden. Sie sollte allerdings nicht mit der Gesellschaft der Patrioten (愛国社, Aikokusha, englisch Society of Patriots) oder mit späteren ultranationalistischen Bewegungen mit ähnlichen Namen verwechselt werden.